# The Diving Belle
The Diving Belle är sångerskan Sibel Redzeps debutalbum, utgivet den 12 mars 2008.

## Låtförteckning
1. That is Where I'll Go (Chrisian Antblad)
2. Make Believe (Steve Howard, Neil Athale)
3. How I Tried To Let You Go (Christian Antblad, Sibel Redzep - Christian Antblad)
4. I'm Sorry (Jonas Saeed, Pontus Söderqvist, Kenicha Pratt)
5. Maybe Someday (Christian Antblad, Gary Baker, Matt Johnson)
6. Walking Away (Nicklas Molinder, Joacim Persson, Johan Alkenäs, J. Fransson, Tobias Lundgren, T. Larsson)
7. Don't You Wanna Know (Christian Antblad, Michael Garvin)
8. Until The World Fades Away (Christian Antblad, Michael Jay)
9. The Reason Was You (Paul Carrack - Christian Antblad)
10. Any Day Now (Christian Antblad)
11. All I Need Is One (Christian Antblad, John Bettis, Wayne Kirkpatrick)
12. Open Arms (Christian Antblad)

## Medverkande
Skivbolag: Warner Music Sweden AB.

Producenter: Christian Antblad, Twin, Fredrik Larsson, Gary Baker, Jonas Saeed, Pontus Söderqvist.

Exekutiva producenter: Peter Swartling, Mattias Wachtmeister.

A&R: Mattias Wachtmeister, Jonas Johnson.

Mastrad av: Dragan Tanaskovic @ Studio Bohus.

Management: Peter Swartling, Jonas Johnson (LMG).

Sång: Sibel Redzep.

Doakör: Sibel Redzep, Christian Antblad, Caroline Antblad.

Piano: Thomas Lasser, Johan Alkenäs.

Stråkar: Scandinavian Strings.

Gitarr: Fredrik Larsson, Jeff King, Joacim Persson, Cem Köksal.

Elgitarr: Sayit Dölen.

Bas: Joel Starander, Gary Baker.

Trummor: Josh Haselton.

Fotografi: Mikeadelica for www.rizal.se

Styling och hår: Petrini & Wiklund.

Art direction: www.rizal.se

## Listplaceringar
| Lista (2008) | Topplacering |
| ------------ | ------------ |
| Sverige      | 9            |

### Fotnoter
1. ↑  ”The Diving Belle”. Svensk mediedatabas. 27 februari 2008. http://smdb.kb.se/catalog/id/002277408. Läst 29 november 2010.
2. ↑  ”The Diving Belle”. Swedishcharts. 27 februari 2008. http://www.swedishcharts.com/showitem.asp?interpret=Sibel&titel=The+Diving+Belle&cat=a. Läst 29 mars 2008.